# Molen N-G
Molen N-G of Noorder-G is een van de poldermolens van de Zijpe- en Hazepolder en ligt in de Nederlandse plaats Sint Maartensbrug. De molen is waarschijnlijk in de tweede helft van de 17e eeuw gebouwd.
Tot aan 1958 bemaalde de molen de afdeling 'Noorder-G' van de polder uitsluitend op windkracht. In dat jaar is het scheprad verwijderd en vervangen door een vijzel met dieselmotor. Via verschillende sluisjes kan de molen zowel in- als uitmalen.
De vervallen molen werd in 1969 eigendom van Stichting Zijpermolens, waarna hij door een uitwendige restauratie in 1972 weer draaivaardig was. Nadat de motorvijzel verwijderd was is in de restauratie van eind 2003 het binnenwerk gereconstrueerd zodat de molen in 2004 weer maalvaardig is.
Zijpe Molen D ·
Molen F ·
Molen L-Q ·
Molen N-G ·
Molen N-M ·
Molen O-N ·
Molen O-T ·
Molen P ·
Molen P-V ·
Molen Zuider-G

Stichting Zijpermolens